# Pavićini
Pavićini (do roku 1910 Pavići, italsky Pavicini) jsou malá vesnice a přímořské letovisko v Chorvatsku v Istrijské župě, spadající pod opčinu Marčana. Nachází se asi 19 km severovýchodně od Puly. V roce 2011 zde trvale žilo 68 obyvatel.
Celá vesnice Pavićini se nachází ve vnitrozemí, má však přístup k moři skrze osadu Duga Uvala, rozkládající se u zálivu Vinjola, vzdálenou asi 1,8 km na východ od Pavićinů. V této osadě je stejnojmenný kemp, apartmány, obchody, kavárna, pláže, malý přístav a tenisový kurt. Nachází se zde zátoky Bevadur, Duga Uvala, Sridnja, Sveta Nježa, Škrila, Tunižeja a Velika Vinjola.